# Oberflächenschutzsystem
Oberflächenschutzsysteme (OS) sind oft polymerhaltige Beschichtungen, die überwiegend auf Oberflächen von Stahlbetonkonstruktionen aufgetragen werden und den Stahlbeton vor äußeren Schädigungsmechanismen während seiner Nutzungsdauer schützen sollen.
Die Auswahl des Oberflächenschutzes orientiert sich zum einen an den Expositionsklassen der DIN 1045-2, bzw. ÖNORM B 4710-1 und zum anderen an den speziellen Alterungsmechanismen polymerer Werkstoffe. Von besonderer Bedeutung ist die Verhinderung der Diffusion von Kohlenstoffdioxid CO2 in den Beton hinein sowie das Eindringen chemischer Stoffe. Weiterhin kann eine Beschichtung vor mechanischem Angriff beispielsweise durch Fahrzeugverkehr schützen.

## Regelwerke und Definitionen
Folgende Richtlinien bzw. Normen sind in Deutschland und anderen europäischen Ländern in Gebrauch:
- DAfStb-Richtlinie Schutz und Instandsetzung von Betonbauteilen (Instandsetzungsrichtlinie, kurz Rili-SIB), Oktober 2001
- EN 1062: Beschichtungsstoffe – Beschichtungsstoffe und Beschichtungssysteme für mineralische Substrate und Beton im Außenbereich (mehrere Teile)
- EN 1504-9: Produkte und Systeme für den Schutz und die Instandsetzung von Betontragwerken (mehrere Teile)
- DIN 50035: Begriffe auf dem Gebiet der Alterung von Materialien – Polymere Werkstoffe
- BASt Zusätzliche technische Vertragsbedingungen und Richtlinien für Ingenieurbauwerke ZTV-ING

Definitionen für die drei grundlegenden Verfahren zur Anwendung von Oberflächenschutzsystemen:
Hydrophobierung
Eine hydrophobierende Imprägnierung stellt eine wasserabweisende Beschichtung dar, welche leicht in die Oberfläche einzieht. Sie schützt nur vor dem Eindringen von Flüssigkeiten und erhöht den Diffusionswiderstand gegenüber CO2 meist nur wenig. Sie ist besonders für Baustoffe mit einer großen Porosität geeignet, da hier ein tiefes Eindringen der Imprägnierung möglich ist. Früher wurde u. a. Testalin angewendet.
Versiegelung
Eine versiegelnde Imprägnierung liefert Schutz gegen Flüssigkeiten oder Gase und stellt eine dünne filmbildenden Schicht dar. Die Imprägnierung ist nur gering mechanisch belastbar, kann aber als Grundierung für nachfolgende Beschichtungen dienen.
Beschichtung
Beschichtungen sind stets filmbildend und bieten Schutz gegen mechanische und chemische Angriffe, Witterung und liefern je nach Elastizität einen Beitrag zur Rissüberbrückung.

## Schädigungsmechanismen
Schädigungen in Anlehnung an die Expositionsklassen der DIN 1045-2:2008-08:
Chemischer Angriff (XA)
Die Widerstandsfähigkeit gegen chemischen Angriff wird durch polymere Bindemittel erhöht. Da Polymere mehr oder weniger beständig gegenüber speziellen chemischen Stoffen sind, muss die Auswahl des Bindemittels nach den zu erwartenden Angriffen getroffen werden. Als schädigende Gruppen kommen in erster Linie Säuren, Laugen, Lösungsmittel und Treibstoffe in Frage.
Mechanischer Verschleiß (XM)
Um einen hohen mechanischen Widerstand des Oberflächenschutzsystems zu erreichen, müssen eine ausreichende Schichtdicke und eine gewisse Elastizität (niedriger E-Modul) erreicht werden, sowie eine entsprechende Untergrundvorbereitung vorgenommen werden. Als polymere Bindemittel kommen meist EP und PUR unter Zugabe von Quarzsand zum Einsatz.
Carbonatisierung (XC)
Eine Carbonatisierung des Betons durch die Aufnahme von Kohlendioxid schädigt diesen nicht unmittelbar. Durch die resultierende Reduzierung des pH-Werts kann es jedoch zur Korrosion der Bewehrung kommen. Oberflächenschutzsysteme sollten die Diffusion von CO2 hemmen, indem die Permeabilität reduziert wird. Der Diffusionswiderstand gegenüber CO2 wird durch die äquivalente Luftschichtdicke Sd ausgedrückt.
Chloridangriff (XS und XD)
Beschichtungen, die den Diffusionswiderstand des Betons erhöhen, reduzieren auch die Aufnahme von Chloriden.
Schäden an der Beschichtung:
Versprödung des Bindemittels
UV-Strahlung, die Reaktion mit Sauerstoff sowie hohe Temperaturen können zu einer Spaltung der C-N-Bindungen führen, wodurch die Beschichtung an Elastizität verliert.
Abkreiden der Beschichtung
Die Versprödung des Bindemittels führt zu einem Substanzverlust durch Oberflächenabtrag und Abkreidung, deren Größenordnung vor allem von der Art des Polymers abhängt.

## Dauerhaftigkeit der Oberflächenschutzsysteme
Die Dauerhaftigkeit von Oberflächenschutzsystemen wird vorwiegend beeinflusst von:
- der Untergrundhaftung
- der Polymeralterung
- dem mechanischen Abrieb

Sofern die Adhäsionskraft die Beschichtung ausreichend auf dem Untergrund verankert, hängt die Lebensdauer der Beschichtung von Alterung und Abrieb des Polymers ab.
Die Dauerhaftigkeit von Oberflächenschutzsystemen lässt sich noch nicht mit ausreichender Sicherheit vorhersagen. Die Modellierung der Schädigungsmechanismen erweist sich als schwierig. Einfache probabilistische Ansätze über eine lineare Degradation im Sinne eines Widerstandsmodells lassen sich zwar relativ einfach entwickeln, spiegeln jedoch nicht die tatsächliche Verringerung der Zuverlässigkeit wider.
Die Untergrundhaftung wird überwiegend von Rautiefe und Haftzugfestigkeit der Betonoberfläche bestimmt. Gängige Prüfverfahren hierfür sind das Sandflächenverfahren und die Haftzugprüfung. Erforderliche Mindest- und Mittelwerte für die einzelnen Klassen werden in Teil 2 der Rili-SIB genannt.
Die Polymeralterung lässt sich durch eine entsprechende Schichtdicke ausgleichen. Mindest- und Maximalwerte sowie Schichtdickenzuschläge für die entsprechenden Beschichtungsklassen werden ebenfalls in der Rili-SIB angegeben.